# Cirrhilabrus lunatus
Cirrhilabrus lunatus är en fiskart som beskrevs av Randall och Masuda, 1991. Cirrhilabrus lunatus ingår i släktet Cirrhilabrus och familjen läppfiskar. IUCN kategoriserar arten globalt som livskraftig. Inga underarter finns listade i Catalogue of Life.